# Funeral for a Friend
Funeral for a Friend es una banda británica de post-hardcore formada en 2001. El grupo está integrado por Matthew Davies-Kreye (voz), Kris Coombs-Roberts (guitarra), Gavin Burrough (guitarra) y Richard Boucher (bajo).
La banda lanzó su álbum debut, Casually Dressed & Deep in Conversation, en 2003 y logró la certificación de oro y sus tres sencillos llegaron al top veinte en su país. Hours (2005) y Tales Don't Tell Themselves (2007) mostraron una evolución en el estilo musical de Funeral for a Friend, ya que comenzaron a apartarse del screamo, las guitarras con influencias post-hardcore, y eso favoreció a sus influencias más emo y melódicas. Estos álbumes alcanzaron las certificaciones de oro y plata en el Reino Unido, respectivamente.
Funeral for a Friend publicó su cuarto álbum de estudio, Memory and Humanity, en octubre de 2008 mediante el sello Join Us. Luego de esto, el grupo lanzó Welcome Home Armageddon (2011),  Conduit (2013) y Chapter and Verse (2015), mostrando una vuelta a sus raíces hardcore. En septiembre de 2015 la banda anunció que en 2016 van a realizar su última gira antes de separarse. En 2019, la banda anunció su regreso.

## Historia

### 2001 a 2003: Formación y primeros años
Funeral for a Friend apareció en la escena musical en 2001 con sus EP Between Order And Model y Four Ways To Scream Your Name, ambos del mismo año y ambos con cuatro temas cada uno. Davies y los demás miembros del grupo se metieron durante tres días en los Mighty Atom Studios de la localidad galesa de Swansea para grabar su primer EP. Between Order and Model consiguió un éxito considerable ya que a partir de entonces la banda comenzó una gira británica junto a bandas del calibre de Finch, Boysetsfire y Juliana Theory. En 2002 también grabarían su segundo EP, Four Ways To Scream Your Name donde apareció uno de sus temas más importantes, «Juno» (más tarde renombrada y reinterpretada como «Juneau»). Este último, Four Ways to Scream Your Name, fue clave en la trayectoria del grupo porque incluía «Escape Artists Never Die», que posteriormente se colaría en las listas de éxitos británicas. En 2003 Funeral For a Friend también participó en los principales festivales británicos tales como Download, T In the Park, y los prestigiosos Festivales de Reading y Leeds.

### 2003 a 2004:Casually Dressed and Deep In Conversation
Sería con Casually Dressed And Deep In Conversation en 2003 cuando "Escape Artists Never Die" llegaría a lo más alto. Sin duda, un doble triunfo para un género poco habituado a sonar en las radios más comerciales y también por tratarse del éxito de una banda galesa en las listas inglesas. Aparecen en el disco canciones anteriormente publicadas en sus EP o demos originales. El grupo quiso incluirlas ya que querían mejorar la calidad de canciones como "Red Is The New Black" o "She Drove Me To Daytime TV". Además, la formación original cambió, ya que la abandonaron tres integrantes y esta fue otra de las causas para volver a incluir antiguos temas de las primeras demos. Algunos sectores del público y de la crítica se mostraron muy reacios con el grupo por volver a editar estas canciones en el que hasta entonces era su primer y único largo.
En 2004 lanzaron en Estados Unidos Seven Ways To Scream Your Name, otro EP de siete canciones con un tema inédito, "The Getaway Plan".
En el verano de 2004 Funeral For a Friend lanzó un DVD, Spilling Blood in 8mm que incluye un concierto de la banda, videos de sus sencillos y un documental del grupo. También en el 2004, la banda participó del Projekt Revolution junto a Linkin Park.
En sus primeros EP y en su primer disco Cassualy Dressed and Deep in Conversation se aprecia un estilo post-hardcore, el cual lo abandonaron posteriormente, adoptando su estilo propio, canciones menos ruidosas, una voz y sonidos más melodiosos.

### 2005 a 2007: Multinacional
El 14 de junio de 2005 publicaron su segundo álbum de estudio, Hours, y el primero tras fichar con la multinacional Atlantic Records. El disco, producido por Terry Date, lo grabaron en dos estudios adquiridos por la banda de grunge Pearl Jam. En el álbum se encuentran métodos inusuales de grabación, por ejemplo, la voz de Matt Davies en la canción «Drive» fue grabada en el interior de un coche en movimiento, en una calle de Seattle, Washington. En agosto del mismo año, la banda ganó un premio por de parte de la revista Kerrang! a la «mejor banda británica».
Durante las giras y conciertos en el verano del 2006, la banda comenzó a escribir y a grabar su próximo lanzamiento, así el 14 de mayo de 2007 se lanzó Tales Don't Tell Themselves. Este álbum es el primero donde Matt toca la guitarra, y grabó algunas líneas de guitarra en 5 canciones. Según fuentes no confirmadas, se creía que el álbum sería tan agresivo como lo fue Casually Dressed and Deep In Conversation. Lo cierto es que las canciones ya no llevan el doble pedal de bombo de batería, y no tiene voces agresivas, por el contrario, es un trabajo mucho más alternativo que el mismo Hours. Asimismo, el primer sencillo del álbum «Into Oblivion (Reunion)» tuvo gran aceptación, aunque alejado del sonido inicial de la banda. Quizás por este motivo, lanzaron un miniálbum que lleva el título de una de las canciones de Tales Don't Tell Themselves, «The Great Wide Open», en el que se incluyen lanzamientos exclusivos de sus EP más antiguos como «Kiss and Make Up», «Red Is the New Black» o «She Drove Me to Daytime Television», entre otros.

### 2008:Memory and Humanity
A comienzos de 2008, el baterista Ryan Richards anunció que la banda estaba trabajando en un nuevo trabajo que consistiría en un EP de cinco canciones y que se lanzarían entre marzo y abril. Tras componer más de lo que se tenía pensado en un primer momento para un EP, FFAF decidió lanzar un nuevo disco, esperado para septiembre de 2008. Ryan también comunicó que el nuevo álbum, cuyo título confirmado es Memory and Humanity, será lanzado mediante el sello propio de la banda, Join Us, y que volverán a incluir sus característicos coros en forma de grito, muy habituales en sus inicios y que decayeron finalmente en Hours.
Desde la banda se aseguró que tienen preparado un nuevo sencillo titulado "Waterfront Danceclub", y otras tres canciones que ya están grabadas son "Beneath the Burning Tree", "Someday the Fire" y "Kicking and Screaming".
El 4 de septiembre de 2008 la banda anunció mediante su MySpace que el bajista Gareth Davies dejaba la banda tras 6 años en la banda. Davies había contraído matrimonio en Estados Unidos y los constantes viajes para reunirse con la banda hicieron que el bajista abandonase, según publicaron los propios FFAF. Su sustituto es Gavin Burrough, procedente de Hondo Maclean, una banda galesa de post-hardcore/metalcore.

### 2009:The Young and DefencelessyWelcome Home Armageddon
El 17 de noviembre de 2009 la banda anunció en su Twitter que se encontraba trabajando en un nuevo álbum. En abril de 2010 se hizo pública la marcha del guitarrista Darran Smith, que había formado parte de la banda desde su formación en 2001. Su sustituto fue Richard Boucher (Hondo Maclean, Hurricane-Joe, Ghostlines). El álbum en el que la banda estaba trabajando, el EP titulado The Young & Defenceless, fue lanzado el 6 de septiembre de 2010 mediante Join Us, el sello de la banda.

### 2015: Separación
La banda anuncio en septiembre por sus redes sociales que se separaría dando antes un último tour; la publicación en su página de Facebook decía: Queridos amigos, fanes y cualquiera que haya dado algo por nosotros y nuestra banda en los últimos quince años.
Nunca es fácil poner en palabras el sentimiento que tienes por algo que en muchos aspectos es intangible. Hemos escrito esto una y otra y a veces se siente como que nos estamos perdiendo algo. Pero esto tiene que ser escrito independientemente así que aquí va.
Hoy anunciamos el final de funeral for a friend. Sí, el final. Tuvimos un increíble viaje, conocimos a una cantidad insana de personas, realizamos una gira por los países que nunca habíamos soñado, incluso nos gustaría llegar a ver y hecho música juntos que en algunos locos camino ha sido responsable de tomar nosotros en ese viaje por más de una década.
Cuando empezamos a esta banda la única esperanza y aspiraciones que tuvimos fue para escribir música que hemos amado, jugar algunos shows y tal vez hacer un disco... Hemos superado en muchas maneras eso, logrando tres discos de oro a lo largo del camino. Hemos crecido para ser una gran parte de sus vidas, pero como dice el refrán todas las cosas buenas debe terminar y hemos llegado al final de la línea. Hemos tenido muchos círculos tirando en nosotros durante los últimos quince años, algunos hemos conseguido evitar y otros que muy cerca de nosotros, pero siempre decimos a los demás que cuando es el momento para este fin, es en nuestros propios términos no es un fin, nadie más. Así que ahí vamos, un capítulo se cierra y otra se abre, y la vida continúa.
Para conmemorar nuestra banda estamos tocando un último tour de muestra interpretando ' Hours ' y ' Cassualy Dressed and Deep in Conversations ' la noche siguiente, junto con las canciones de nuestros otros records y EP ' s. Sólo parece oportuno que hacemos estos muestra algo muy especial. Estos serán una cantidad increíble de diversión, así que esperamos que puede unirse a nosotros para una última loca gira.
Queremos agradecer a todos nuestros familiares y amigos, todos los últimos miembros de la banda y los que han ayudado a lo largo del camino. No nos olvidemos de todas las bandas y músicos increíbles que he tenido el honor de compartir escenarios con el paso de los años. Por último, mucho amor a los fanes que han comprado nuestros registros, compró los boletos y que salen a cantar, gritar y bailar junto con nosotros.
Mucho amor para todos ustedes.

## Integrantes
| Miembros hasta el día de su separación - Matt Davies: voz (2001–2016) - Kris Roberts: guitarra y coros (2001–2016) - Gavin Burrough: guitarra, bajo y coros (2008-2016) - Richard Boucher: bajo (2010–2016) - Casey McHale: batería (2014-2016) | Miembros temporales - Kerry Roberts: guitarra (2001–2002) - Matthew Evans: voz principal (2001–2002) - Andi Morris: bajo (2001–2002) - Johnny Phillips: batería (2001–2002) - Gareth Davies: bajo (2002–2008) - Darran Smith: guitarra (2002–2010) - Ryan Richards: batería, percusión, screaming (2002–2012) - Pat Lundy: batería, percusión (2012–2014) |

## Discografía
Álbumes de estudio
- 2003: Casually Dressed & Deep in Conversation
- 2005: Hours
- 2007: Tales Don't Tell Themselves
- 2008: Memory and Humanity
- 2011: Welcome Home Armageddon
- 2013: Conduit
- 2015: Chapter and Verse